# Pouillou-Fourneau
Pouillou-Fourneau  est un hameau de la commune belge de Theux située en Région wallonne dans la province de Liège.
Avant la fusion des communes de 1977, le hameau faisait déjà partie de la commune de Theux.

## Situation
Ce hameau égrène ses habitations le long de la côte qui mène de Juslenville dans la vallée de la Hoëgne à Tancrémont

## Histoire
Comme dans le hameau voisin de Juslenville-Petite, des traces d’occupation romaine ont été découvertes. Le hameau était aussi le cadre d'extraction et d'exploitation de minerais de fer depuis le Moyen Âge. Le nom du hameau viendrait d'ailleurs de ces activités qui atteignirent leur apogée dans le courant du XIXe siècle.

## Description
Les constructions les plus anciennes de Pouillou-Fourneau sont souvent des fermettes construites à la fois de moellons de grès et de calcaire donnant au lieu un aspect pittoresque. Des constructions plus récentes complètent l'habitat du hameau.
Sous le hameau, se trouve une chapelle construite en 1960 et dédiée à Saint Louis Marie de Montfort.